# Joachim Guillome
 (septembre 2019).
Si vous disposez d'ouvrages ou d'articles de référence ou si vous connaissez des sites web de qualité traitant du thème abordé ici, merci de compléter l'article en donnant les références utiles à sa vérifiabilité et en les liant à la section « Notes et références ».
L'abbé Joachim Guillome (ou Gwillom, né à Malguénac, 1797-1857) est un ecclésiastique séculier français.

## Biographie
Jeune encore, il alla habiter chez un oncle, le "grand Guillome" qui avait joué un rôle important pendant la chouannerie et qui était devenu prêtre.
Pendant la « petite Chouannerie » en 1815, le jeune Guillome voulut lui aussi faire partie du groupe qui fit le coup de feu pour le service du roi.
Il est ordonné prêtre en 1821 et nommé vicaire à Séné, puis à Pluvigner en 1838. Il est ensuite recteur de Kergrist en 1843.

## Œuvres
- Guerzenneu eid escobty Guénèd, dré en eutru Guillome, J.-M. Galles, Guéned, 1857 (OCLC 61497015)
- Livr el labourer, groeit dré ne eutru Guillom (br), N. de Lamarzelle, Vannes, 1849 (OCLC 32451782). Consultable sur la bibliothèque numérique de l'Université Rennes 2
- Grammaire française-bretonne, contenant tout ce qui est nécessaire pour apprendre la langue bretonne de l'idiome de Vannes, J.-M. Galles, Vannes, 1836 (OCLC 18552593) (téléchargeable sur Google Books). Consultable sur la bibliothèque numérique de l'Université Rennes 2
- Vocabulaire nouveau, ou Dialogues français et bretons, Galles, Vannes, 1835 (OCLC 45645875)